# Gisela Bergsträsser
Gisela Bergsträsser (* 11. Mai 1911 in Greifswald; † 12. April 2003 in Darmstadt) war eine deutsche Kunsthistorikerin und Tochter von Ludwig Bergsträsser. Von 1950 bis zu ihrer Pensionierung 1976 war sie Leiterin der Graphischen Sammlung im Hessischen Landesmuseum Darmstadt.

## Leben
Sie wuchs in Potsdam auf, bis ihre Familie 1928 nach Frankfurt am Main zog. Dort, sowie in Heidelberg und München, studierte sie Kunstgeschichte, Archäologie und Germanistik und promovierte 1936. Zu diesem Zeitpunkt war ihr Vater bereits aus politischen Gründen aus seinen Ämtern entlassen worden, weshalb die Familie wiederum nach Darmstadt umzog.
Im Hessischen Landesmuseum Darmstadt war Gisela Bergsträsser zunächst als Volontärin tätig. Nach der Auslagerung der musealen Stücke in den Jahren 1940/41 verblieb sie als einzige wissenschaftlich ausgebildete Mitarbeiterin neben dem damaligen Museumsdirektor August Feigel im Museum. Das restliche Personal war durch NSDAP-Mitglieder ersetzt worden. Nach Kriegsende spielte sie eine entscheidende Rolle bei dem mühsamen Wiederaufbau der Sammlung des Hauses, der weit bis in die 1950er Jahre andauerte. Nun übernahm sie auch offiziell die Leitung der Graphischen Sammlung, ihren Forschungsinteressen entsprechend. Auf sie gehen weitreichende Erwerbungen graphischer Kunst aus dem 19. und 20. Jahrhundert, insbesondere Werke des Expressionismus, zurück.
1943 war sie mit einem Vortrag über Johann Heinrich Schilbach die erste weibliche Vortragende beim Mainzer Altertumsverein.
Ihre Grabstätte befindet sich auf dem Alten Friedhof in Darmstadt.

## Veröffentlichungen (Auswahl)
- Johann Heinrich Schilbach. Ein Darmstädter Maler der Romantik. Roether Verlag, Darmstadt 1959.
- Der Odenwald. Eine Landschaft der Romantiker. Hermann Emig, Amorbach im Odenwald 1967.
- Romantiker malen die Bergstrasse und das untere Neckartal. Hermann Emig, Amorbach im Odenwald 1984.
- Hundert Zeichnungen alter Meister aus dem Hessischen Landesmuseum Darmstadt. Leipzig 1998